# Argentari
Argentari (plural llatí Argentarii) era el nom que es donava a l'antiga Roma a una persona que realitzava una activitat molt semblant a la dels actuals banquers.
Les primeres notícies d'aquest ofici es remunten a les guerres samnites, segons diu Titus Livi. Van ser presents a la història de Roma al menys fins al segle ii, i es dedicaven a fer transaccions bancàries i a concedir crèdits, i operaven en especulacions financeres. La seva feina era de caràcter privat, no sotmesa al control de l'estat. Tenien parades situades a les tabernae del fòrum, a les botigues i fins i tot als bancs estatals, on s'ocupaven principalment de l'intercanvi de diners.
El seu ofici coincidia de vegades amb el del mensari. Els argentarii feien de canvistes de moneda estrangera, i cobraven una petita comissió (collybus) pel seu servei. També transferien sumes de diners quan es va estendre l'ús dels pagarés o cartes de crèdit. Això comportava que estiguessin informats dels valors de les monedes de diferents països. Una altra de les seves funcions era el dipòsit i custòdia dels diners de les persones que els els confiaven, normalment sense cap interès. Si s'acordava un interès, l'argentari podia disposar dels diners del seu client per a fer negoci. De totes les seves activitats en portaven un registre detallat, que era considerat probatori davant d'un tribunal.
Els argentarii eren un nombre reduït de persones agrupades en una corporació, que havia de sancionar la incorporació de nous membres. Sempre havien de ser homes lliures. Tenien alguns privilegis socials, i en temps de Justinià I eren molt ben considerats. Si es descobria que havien malversat diners eren severament castigats, sobretot quan van passar a ser supervisats pel praefectus urbi.